# Undecided
Undecided is een nummer van de Nederlandse indierockband Rondé uit 2024. Het is de vijfde single van hun derde studioalbum TEN.

## Achtergrondinformatie
"Undecided" gaat over de kritieken die Rondé dagelijks krijgt. "We leven vandaag de dag in een wereld waarin je iedereen in de gaten kan houden. Je kunt Instagram openen of op welke app je ook zit en je kunt zien wat mensen aan het doen zijn. Maar daarbij komt ook kijken dat mensen nare comments maken en heel veel vooroordelen hebben over andere mensen en het gedrag van anderen meteen gaan afkeuren. Ik vind het heel erg belangrijk dat je als persoon heel erg van jezelf kunt houden en eigenlijk je eigen pad blijft volgen. Maak je eigen keuzes, doe wat goed voelt voor jou en luister niet naar de meningen van anderen. Daar gaat 'Undecided' over", zei frontvrouw Rikki Borgelt over het nummer.
Het nummer werd een hit in Nederland en bereikte de 20e positie in de Nederlandse Top 40.

## Tracklijst
Muziekdownload
1. Undecided - 2:40